# 海陽町立浅川小学校
海陽町立浅川小学校（かいようちょうりつ あさかわしょうがっこう）は、徳島県海部郡海陽町浅川カミノにあった公立小学校。
校区の過疎化に伴い児童数減少が著しく、2010年度現在の在籍児童数は32名となっていた。

## 沿革
- 1873年（明治6年）9月28日 - 浅川浦・江音寺に、浅川小学校として開校。
- 1875年（明治8年）8月11日 - 浅川村落小学校と改称。
- 1882年（明治15年）11月1日 - 公立浅川小学校と改称。
- 1886年（明治19年）10月1日 - 浅川簡易小学校と改称。 - 児童数148名
- 1888年（明治21年）4月1日 - 浅川尋常小学校と改称。 - 児童数102名
- 1894年（明治27年）4月30日 - 浅川尋常高等小学校と改称。 - 児童数167名
- 1909年（明治42年）4月1日 - 竹ノ内分校設置。
- 1926年（大正15年）8月3日 - 徳島県浅川村立尋常高等小学校と改称。 - 児童数442名
- 1932年（昭和7年）8月1日 - 徳島県海部郡浅川尋常高等小学校と改称。 - 児童数533名
- 1941年（昭和16年）4月1日 - 浅川国民学校と改称。
- 1946年（昭和21年）12月21日 - 昭和南海地震により、津波の被害を受ける。
- 1947年（昭和22年）4月1日 - 浅川村立浅川小学校と改称。 - 児童数461名
- 1955年（昭和30年）4月1日 - 町村合併に伴い、海南町立浅川小学校と改称。 - 児童数476名
- 1956年（昭和31年）5月25日 - 校舎改築（木造2階建、460坪）。
- 1965年（昭和40年）4月1日 - 竹ノ内分校，本校に統合。スクールバスでの通学となる。
- 1971年（昭和46年）4月1日 - 海南町立浅川幼稚園を併設。
- 1971年（昭和46年）7月20日 - プール竣工。 - 児童数235名
- 1973年（昭和48年）9月28日 - 創立百周年記念行事を挙行。 - 児童数218名
- 1976年（昭和51年）11月1日 - 浅川幼稚園を分離。
- 1977年（昭和52年）2月28日 - 体育館完成。 - 児童数189名
- 1982年（昭和57年）4月8日 - 校舎新築。 - 児童数165名
- 2006年（平成18年）3月31日 - 町村合併に伴い、海陽町立浅川小学校と改称。
- 2011年（平成23年）4月1日 - 海陽町立海南小学校・海陽町立川上小学校と統合し、（新）海陽町立海南小学校設立、浅川小学校は閉校。

## 通学区域
- 海陽町
  - 浅川

卒業生は基本的に海陽町立海南中学校へ進学していた。

## 周辺
- 浅川郵便局
- 南阿波ピクニック公園
- まぜのおかキャンプ場
- 徳島県道196号浅川港線
- 浅川湾
- 伊勢川

## アクセス
- JR牟岐線 浅川駅から東へ100m
- 徳島バス南部 浅川駅前にて下車
- 国道55号沿い

## 出身著名人
- 森唯斗